# Budapesti Labdarúgó-szövetség
A Budapesti Labdarúgó-szövetség (BLSZ) a Magyar Labdarúgó-szövetség (MLSZ) egyik alszövetsége. Székhelye 1053 Budapest, Curia u. 3.

## Története
Elődje a Budapesti Labdarúgó Alszövetség (BLASZ), az országos és a budapesti vezetés 1957-ben vált el egymástól.
Fő feladata a nemzeti- és nemzetközi kapcsolatokon kívül, Budapest labdarúgásának férfi- és női ágának, a korosztályos válogatottak illetve a megyei- és a területi bajnokság (az MLSZ által átadott jog alapján) szervezése, irányítása. A működést biztosító bizottságai közül a Játékvezető Bizottság (JB) felelős a játékvezetők utánpótlásáért, elméleti (teszt) és cooper (fizikai) képzéséért, foglalkoztatásáért.
A Fővárosi Önkormányzat dísztermében 2006. szeptember 8-án került sor a Budapesti Labdarúgó Szövetség 80 éves évfordulója alkalmából rendezett ünnepélyes közgyűlésre.

## Elnökök
- Kakó Gyula
- Lévay Tibor (1997–2001)
- Fa Sándor (2002–2006)
- Török Károly (2006-)